# Сантібаньєс-де-Екла
Сантібаньєс-де-Екла (ісп. Santibáñez de Ecla) — муніципалітет в Іспанії, у складі автономної спільноти Кастилія-і-Леон, у провінції Паленсія. Населення — 81 особа (2010).
Муніципалітет розташований на відстані близько 260 км на північ від Мадрида, 80 км на північ від Паленсії.
На території муніципалітету розташовані такі населені пункти: (дані про населення за 2010 рік)
- Сан-Андрес-де-Арройо: 25 осіб
- Сантібаньєс-де-Екла: 13 осіб
- Вільяескуса-де-Екла: 43 особи

## Демографія
Динаміка населення (INE ):